# 第63回全日本大学バスケットボール選手権大会
「東日本大震災」被災地復興支援 第63回全日本大学バスケットボール選手権大会（ひがしにほんだいしんさいひさいちふっこうしえん だい63かい ぜんにほんだいがくバスケットボールせんしゅけんたいかい）は、2011年11月21日から27日まで7日間にわたって国立代々木競技場第二体育館などで行われた全日本大学バスケットボール選手権大会。

## 日程
- 11月21日 - 男女1回戦
- 11月22日 - 男女1回戦
- 11月23日 - 男子1回戦・女子2回戦
- 11月24日 - 男子2回戦・女子準々決勝
- 11月25日 - 男子準々決勝・女子準決勝
- 11月26日 - 男子準決勝・女子3位決定戦・女子決勝
- 11月27日 - 男子3位決定戦・男子決勝・閉会式

## 会場
- 代々木第二体育館
- 墨田区総合体育館

## 出場校

### 男子
北海道・東北
- 北海道1位 札幌大学（26年連続39回目）
- 北海道2位 東海大学札幌（2年連続2回目）
- 東北1位 仙台大学（2年連続11回目）
- 東北2位 富士大学（4年連続4回目）

関東
- 関東1位 青山学院大学（29年連続35回目）
- 関東2位 東海大学（12年連続19回目）
- 関東3位 拓殖大学（3年連続39回目）
- 関東4位 大東文化大学（2年連続20回目）
- 関東5位 筑波大学（63年連続63回目）
- 関東6位 早稲田大学（12年連続56回目）
- 関東7位 日本大学（60年連続60回目）
- 関東8位 専修大学（27年連続46回目）
- 関東9位 明治大学（18年連続58回目）
- 関東10位 慶應義塾大学（14年連続55回目）
- 関東11位 日本体育大学（3年ぶり53回目）
- 関東12位 中央大学（6年連続54回目）
- 関東13位 白鷗大学（2年ぶり3回目）

北信越・東海
- 北信越1位 富山大学（2年連続3回目）
- 北信越2位 新潟経営大学（2年連続7回目）
- 東海1位 愛知学泉大学（24年連続24回目）
- 東海2位 浜松大学（8年連続11回目）
- 東海3位 中京大学（2年連続47回目）

近畿
- 関西1位 京都産業大学（4年連続40回目）
- 関西2位 天理大学（5年連続16回目）
- 関西3位 関西学院大学（3年連続33回目）
- 関西4位 同志社大学（3年ぶり53回目）

中国・四国
- 中国1位 倉敷芸術科学大学（3年連続7回目）
- 中国2位 徳山大学（3年連続8回目）
- 四国1位 松山大学（2年連続24回目）

九州
- 九州1位 鹿屋体育大学（6年連続19回目）
- 九州2位 東海大学九州（2年ぶり10回目）
- 九州3位 日本経済大学（2年連続2回目）

### 女子
北海道・東北
- 北海道1位 札幌大学（12年連続24回目）
- 北海道2位 北海道教育大岩見沢（48年ぶり3回目）
- 東北1位 山形大学（7年連続27回目）
- 東北2位 東北学院大学（4年ぶり27回目）

関東
- 関東1位 筑波大学（57年連続57回目）
- 関東2位 松蔭大学（10年連続10回目）
- 関東3位 拓殖大学（7年連続11回目）
- 関東4位 早稲田大学（21年連続23回目）
- 関東5位 白鷗大学（16年連続16回目）
- 関東6位 専修大学（28年連続28回目）
- 関東7位 順天堂大学（2年ぶり6回目）
- 関東8位 國學院大学（2年ぶり2回目）
- 関東9位 日本女子体育大学（57年連続57回目）
- 関東10位 玉川大学（12年連続12回目）
- 関東11位 江戸川大学（初出場）
- 関東12位 日本体育大学（2年ぶり56回目）

北信越
- 北信越1位 信州大学（2年ぶり22回目）
- 北信越2位 新潟医療福祉大学（6年連続6回目）

東海
- 東海1位 愛知学泉大学（31年連続54回目）
- 東海2位 桜花学園大学（15年連続17回目）
- 東海3位 中部学院大学（4年ぶり2回目）
- 東海4位 中京大学（5年連続25回目）

近畿
- 関西1位 大阪人間科学大学（35年連続35回目）
- 関西2位 大阪体育大学（42年連続42回目）
- 関西3位 武庫川女子大学（27年連続46回目）
- 関西4位 関西外国語大学（6年連続15回目）

中国・四国
- 中国1位 環太平洋大学（3年連続3回目）
- 中国2位 広島大学（17年連続33回目）
- 四国1位 愛媛女子短期大学（8年連続8回目）

九州
- 九州1位 鹿屋体育大学（19年連続24回目）
- 九州2位 福岡教育大学（4年ぶり29回目）
- 九州3位 福岡大学（5年ぶり16回目）

## 試合結果
- Y…代々木第二体育館
- S…墨田区総合体育館（A・B）

### 男子
1回戦
| 日時      | Y                                |
| --------- | -------------------------------- |
| 21日11:00 | 東海大九州 66 - 104 天理大       |
| 21日12:40 | 専修大 101 - 49 徳山大           |
| 21日14:20 | 筑波大 121 - 48 札幌大           |
| 21日16:00 | 日本経済大 52 - 68 大東文化大    |
| 21日17:40 | 青山学院大 88 - 41 同志社大      |
| 22日11:00 | 白鷗大 60 - 57 愛知学泉大        |
| 22日12:40 | 日本体育大 70 - 65 鹿屋体育大    |
| 22日14:20 | 拓殖大 115 - 70 東海大札幌       |
| 22日16:00 | 明治大 87 - 75 新潟経営大        |
| 22日17:40 | 富士大 51 - 95 東海大            |
| 23日10:00 | 富山大 73 - 72 中京大            |
| 23日11:40 | 中央大 86 - 71 京都産業大        |
| 23日13:20 | 浜松大 85 - 74 慶應義塾大        |
| 23日15:00 | 日本大 121 - 42 松山大           |
| 23日16:40 | 仙台大 66 - 77 関西学院大        |
| 23日18:20 | 倉敷芸術科学大 70 - 120 早稲田大 |

2回戦
| 日時      | SA                        | SB                          |
| --------- | ------------------------- | --------------------------- |
| 24日13:00 | 富山大 73 - 100 中央大    | 日本大 65 - 49 浜松大       |
| 24日14:40 | 筑波大 68 - 76 天理大     | 関西学院大 62 - 74 早稲田大 |
| 24日16:20 | 専修大 57 - 62 大東文化大 | 明治大 75 - 77 東海大（OT） |
| 24日18:00 | 青山学院大 90 - 59 白鷗大 | 拓殖大 94 - 86 日本体育大   |

準々決勝
| 日時      | Y                         |
| --------- | ------------------------- |
| 25日13:20 | 天理大 63 - 62 大東文化大 |
| 25日15:00 | 拓殖大 76 - 73 早稲田大   |
| 25日16:40 | 日本大 71 - 105 東海大    |
| 25日18:20 | 青山学院大 89 - 73 中央大 |

準決勝
| 日時      | Y                         |
| --------- | ------------------------- |
| 26日16:20 | 拓殖大 64 - 89 東海大     |
| 26日18:00 | 青山学院大 85 - 59 天理大 |

3位決定戦
| 日時      | Y                     |
| --------- | --------------------- |
| 27日13:20 | 天理大 84 - 59 拓殖大 |

決勝
| 日時      | Y                         |
| --------- | ------------------------- |
| 27日15:00 | 青山学院大 77 - 66 東海大 |

### 女子
1回戦
| 日時      | SA                                | SB                                   |
| --------- | --------------------------------- | ------------------------------------ |
| 21日14:00 | 日本女子体育大 72 - 80 中部学院大 | 北海道教育大岩見沢 41 - 112 國學院大 |
| 21日15:40 | 武庫川女子大 91 - 46 愛媛女子短大 | 東北学院大 67 - 58 信州大            |
| 21日17:20 | 玉川大 57 - 65 山形大             | 福岡大 46 - 77 愛知学泉大            |
| 21日19:00 | 筑波大 63 - 49 桜花学園大         | 大阪体育大 85 - 68 専修大            |
| 22日13:00 | 福岡教育大 52 - 85 白鷗大         | 環太平洋大 64 - 58 日本体育大        |
| 22日14:40 | 鹿屋体育大 66 - 52 広島大         | 江戸川大 77 - 81 関西外国語大        |
| 22日16:20 | 新潟医療福祉大 54 - 109 早稲田大  | 札幌大 69 - 87 拓殖大                |
| 22日18:00 | 松蔭大 76 - 62 中京大             | 大阪人間科学大 88 - 81 順天堂大      |

2回戦
| 日時      | SA                                  | SB                            |
| --------- | ----------------------------------- | ----------------------------- |
| 23日11:30 | 武庫川女子大 55 - 64 山形大         | 大阪体育大 52 - 58 東北学院大 |
| 23日13:10 | 大阪人間科学大 73 - 55 関西外国語大 | 鹿屋体育大 73 - 89 早稲田大   |
| 23日14:50 | 環太平洋大 54 - 72 拓殖大           | 國學院大 62 - 70 愛知学泉大   |
| 23日16:30 | 筑波大 71 - 52 中部学院大           | 松蔭大 62 - 84 白鷗大         |

準々決勝
| 日時      | Y                             |
| --------- | ----------------------------- |
| 24日13:00 | 大阪人間科学大 72 - 62 拓殖大 |
| 24日14:40 | 白鷗大 60 - 88 早稲田大       |
| 24日16:20 | 東北学院大 46 - 78 愛知学泉大 |
| 24日18:00 | 筑波大 77 - 53 山形大         |

準決勝
| 日時      | Y                             |
| --------- | ----------------------------- |
| 25日10:00 | 早稲田大 52 - 50 愛知学泉大   |
| 25日11:40 | 筑波大 56 - 58 大阪人間科学大 |

3位決定戦
| 日時      | Y                         |
| --------- | ------------------------- |
| 26日12:00 | 筑波大 63 - 52 愛知学泉大 |

決勝
| 日時      | Y                               |
| --------- | ------------------------------- |
| 26日13:40 | 大阪人間科学大 53 - 63 早稲田大 |

## 順位
| 順位   | 男子         | 男子         | 女子             | 女子   |
| 順位   | 大学名       | 備考         | 大学名           | 備考   |
| ------ | ------------ | ------------ | ---------------- | ------ |
| 優勝   | 青山学院大学 | 2年連続4回目 | 早稲田大学       | 初優勝 |
| 準優勝 | 東海大学     |              | 大阪人間科学大学 |        |
| 3位    | 天理大学     |              | 筑波大学         |        |
| 4位    | 拓殖大学     |              | 愛知学泉大学     |        |

## 表彰
| タイトル     | 男子     | 男子               | 男子                        | 女子       | 女子                  | 女子                       |
| タイトル     | 選手名   | 所属               | 備考                        | 選手名     | 所属                  | 備考                       |
| ------------ | -------- | ------------------ | --------------------------- | ---------- | --------------------- | -------------------------- |
| 得点王       | 平尾充庸 | 天理大№25、4年     | 115点                       | 丹羽裕美   | 早稲田大№8、3年       | 99点                       |
| 3P王         | 大谷拓也 | 天理大№2、4年      | 18本                        | 伊集南     | 筑波大№10、3年        | 11本                       |
| リバウンド王 | 劉瑾     | 天理大№23、3年     | OFF16REB DEF47REB 合計63REB | 田中友美   | 大阪人間科学大№6、4年 | OFF4REB DEF42REB 合計46REB |
| アシスト王   | 藤井祐眞 | 拓殖大№40、2年     | 24本                        | 田中友美   | 大阪人間科学大№6、4年 | 23本                       |
| 優秀選手     | 比江島慎 | 青山学院大№56、3年 |                             | 光山慈能   | 早稲田大№33、4年      |                            |
| 優秀選手     | 永吉佑也 | 青山学院大№25、2年 |                             | 本多真実   | 早稲田大№9、2年       |                            |
| 優秀選手     | 田中大貴 | 東海大№24、2年     |                             | 鬼頭真由美 | 大阪人間科学大№9、3年 |                            |
| 優秀選手     | 平尾充庸 | 天理大№25、4年     |                             | 天野佳代子 | 筑波大№5、4年         |                            |
| 優秀選手     | 上杉翔   | 拓殖大№26、4年     |                             | 園田奈緒   | 愛知学泉大№4、4年     |                            |
| MIP          | 平尾充庸 | 天理大№25、4年     |                             | 園田奈緒   | 愛知学泉大№4、4年     |                            |
| 敢闘賞       | 満原優樹 | 東海大№0、4年      |                             | 田中友美   | 大阪人間科学大№6、4年 |                            |
| MVP          | 辻直人   | 青山学院大№14、4年 |                             | 丹羽裕美   | 早稲田大№8、3年       |                            |